# 코스타스 카추라니스
콘스탄티노스 "코스타스" 카추라니스(그리스어: Κωνσταντίνος „Κώστας“ Κατσουράνης, 1979년 6월 21일 ~ )는 그리스의 전 축구 선수이다. 과거 포지션은 수비형 미드필더이다.
카추라니스는 그리스 파트라에서 태어났고, 17살이었을 때 그곳에 위치한 축구 클럽인 파나하이키 GE에서 리그 데뷔전을 치렀다. 파나하이키 GE에서 활약하며 팀의 승격을 도왔다.
파나차이키 GE와의 계약이 끝나자, 카추라니스는 더 큰 팀으로 옮기기를 결심했고 파나티네코스 FC와 접촉했으나 실패했고, 올림피아코스 FC에게서 이적 제의를 받았으나 더 좋은 계약을 제시했던 AEK 아테네 FC로 이적하였다.
AEK 아테네 FC에서 인상적인 데뷔전을 가진 카추라니스는 즉시 팀에서 없어서는 안될 선수로 떠올랐다. 2004-05 시즌에서 28경기에 나와 10골을 넣었고, 팀은 중위권에 머물거라는 사람들의 예상을 깨고 3위를 차지하였다. 그는 UEFA 유로 2004에도 나가 그리스의 첫 우승을 도왔다.
2005-06 시즌 그는 팀을 2위로 이끌었고 UEFA 챔피언스리그에 출전하게 되었다. 시즌 말기에 감독 페르난두 산투스가 해임당했고, 카추라니스는 더 큰 클럽으로 이적하기를 원했다. 그는 2006년 6월 22일 포르투갈 리가의 SL 벤피카와 4년 계약을 맺었다.
카추라니스는 SL 벤피카에서 주축선수로 떠올랐다. 중요한 때에 골을 넣었고 때때로 주장 완장을 차기도 했다. 2006-07 시즌 29경기에서 6골을 넣으며 자신의 존재를 입증했다.
발렌시아 CF, SV 베르더 브레멘, 토트넘 홋스퍼 FC, 유벤투스 FC와 같은 팀들이 그에게 관심을 보였으나, SL 벤피카는 그를 팔지 않았다. 유벤투스 FC가 티아구 멘데스를 제시했으나 그를 팔지 않았다. 2007년 9월 14일 그는 2년 재계약을 맺었다. 2009년 3월 2일 그는 '올해의 SL 벤피카 선수'로 뽑혔다.
2009년 7월 1일 그는 그가 어렸을때부터 응원했던 파나티네코스 FC와 4년 계약을 맺었다. 그는 UEFA 챔피언스리그 스파르타 프라하전에서 첫 골을 넣었고, 스코다 크산티 FC전에서 리그 첫 골을 넣었다.
그는 그리스 축구 국가대표팀의 일원으로서 활약하고 있는데, 116경기에 나와 10골을 넣었다. 그는 UEFA 유로 2004, 2005년 FIFA 컨페더레이션스컵, UEFA 유로 2008, 2010년 FIFA 월드컵, UEFA 유로 2012, 2014년 FIFA 월드컵과 같은 주요 대회에 참가하였다.

## 트리비아
카추라니스는 2010년 FIFA 월드컵 때 대한민국과의 조별 예선 경기에서 자신의 슬라이딩으로 잔디가 깊게 파이자 잔디를 손으로 눌러 정리했고 이로 인해 그는 대한민국에서 “그리스 잔디남”이라는 별명을 얻기도 했다.

## 같이 보기
- A매치 100경기 이상 출전한 축구 선수 명단